# 六家 (大字)
六家，原稱六張犂，是台灣新竹縣竹北市的一個傳統地域名稱，位於該市南部。相較於今日行政區，其範圍大致包括東平里不含東北端、隘口里西南部。
本地區興隆路以北部分位於「新竹高鐵特區」範圍內。

## 歷史
台灣清治末期至日治前期，六家地區為一街庄，稱為「六張犂庄」，隸屬於竹北一堡。該庄西北與鹿場庄為鄰，東北與芒頭埔庄、隘口庄為鄰，南邊及西南邊隔頭前溪與蔴園肚庄、九甲埔庄為界。
1901年（日治明治三十四年）11月，全台廢縣廳改設二十廳，該庄隸屬於新竹廳。1909年（明治四十二年）10月，合併二十廳為十二廳，該庄隸屬不變。1920年（大正九年），廢十二廳改設五州二廳，該庄改制並改名為「六家」大字，隸屬於新竹州新竹郡六家庄，大字下有「六家」、「番子寮」小字名。1941年（昭和十六年），六家庄與舊港庄合併成立竹北庄，本地區改隸之。
戰後竹北庄改制為竹北鄉，隸屬於新竹縣，大字亦改制為村。1950年桃、竹、苗分治，本地區隸屬不變。1988年，竹北鄉升格為竹北市，村亦改制為里。

## 交通
縣道117號（自強南路）是新豐埔和至香山內湖的道路，大致以東北－西南走向經過六家地區西北端，向東北轉北再轉西北經枋寮後轉東北可前往湖口、新豐後湖並止於省道台15線路口，向西南轉西北可前往埔頂、新竹市區、香山等地。

## 學校
- 東興國小

## 文化資產
| 名稱                          | 類別         | 地址                      |
| ----------------------------- | ------------ | ------------------------- |
| 竹北問禮堂                    | 縣(市)定古蹟 | 新竹縣竹北市東平里4鄰24號 |
| 竹北六張犁林家祠              | 縣(市)定古蹟 | 新竹縣竹北市東平里2鄰16號 |
| 竹北六張犁大夫第              | 歷史建築     | 新竹縣竹北市東平里3鄰20號 |
| 竹北六張犁忠孝堂 (東平里18號) | 歷史建築     | 新竹縣竹北市東平里18號    |
| 竹北六張犁忠孝堂 (東平里13號) | 歷史建築     | 新竹縣竹北市東平里2鄰13號 |
| 竹北東平問禮堂                | 歷史建築     | 新竹縣竹北市東平里6鄰13號 |
| 竹北六張犁問禮堂              | 歷史建築     | 新竹縣竹北市東平里1鄰9號  |

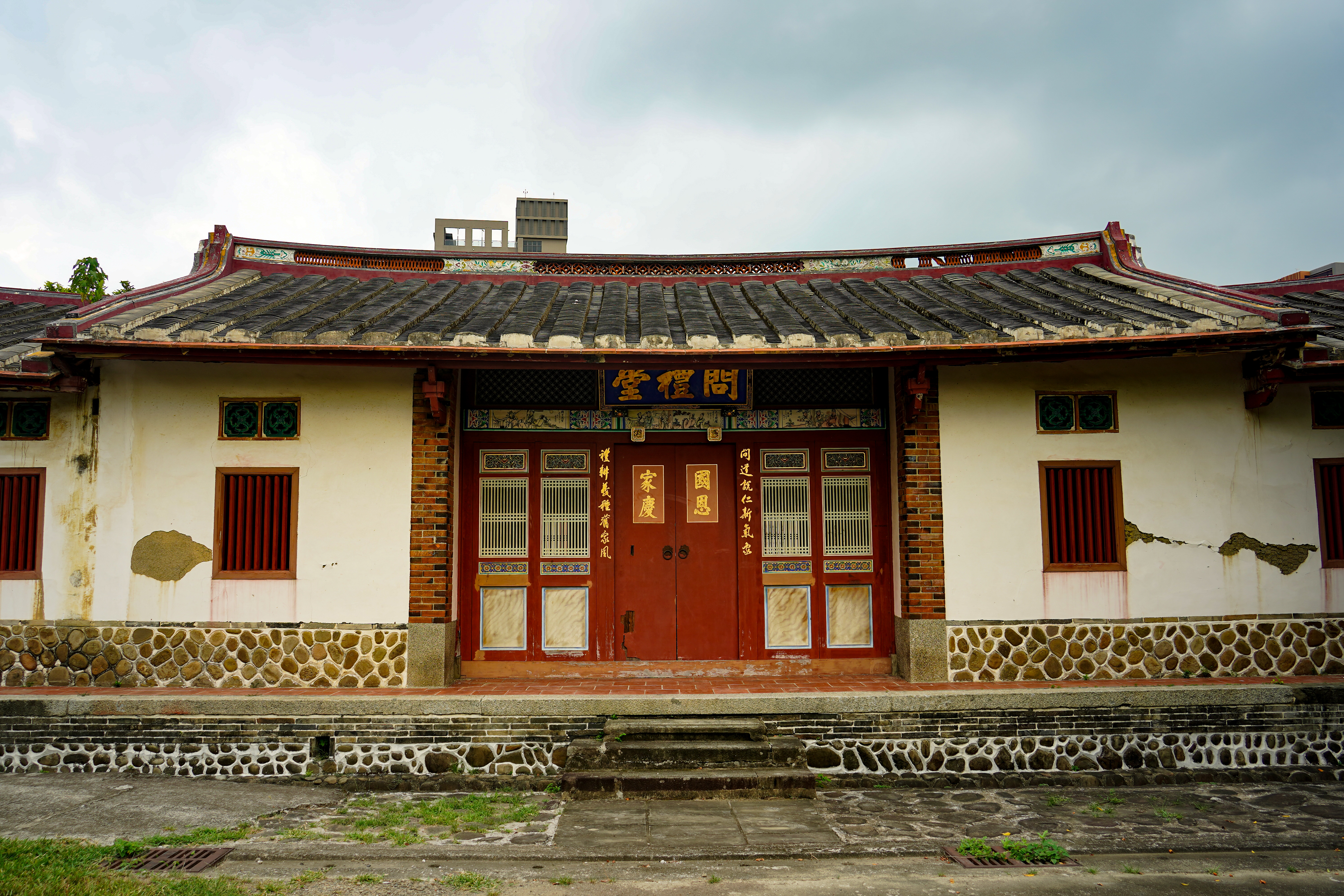
竹北問禮堂
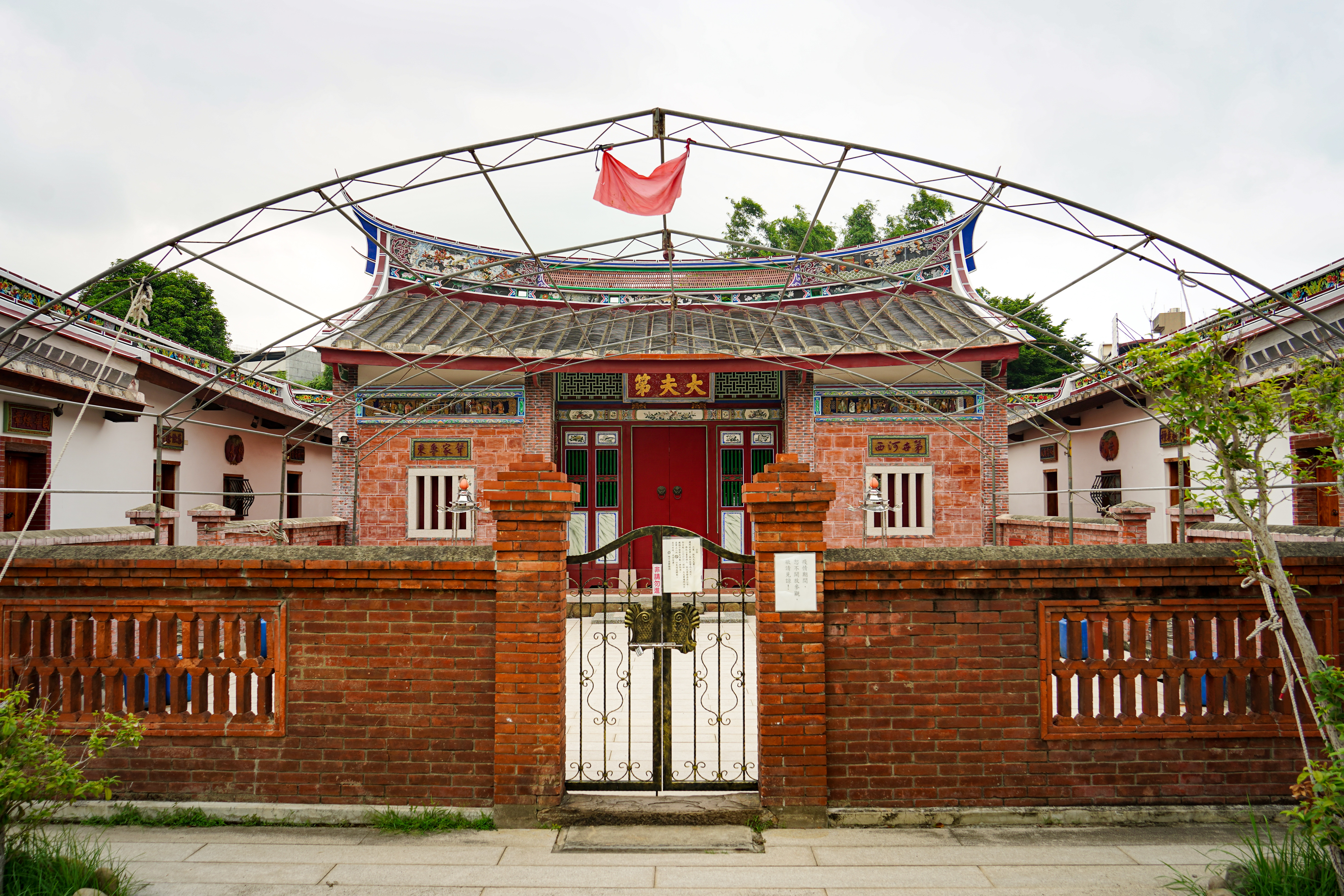
竹北六張犁大夫第
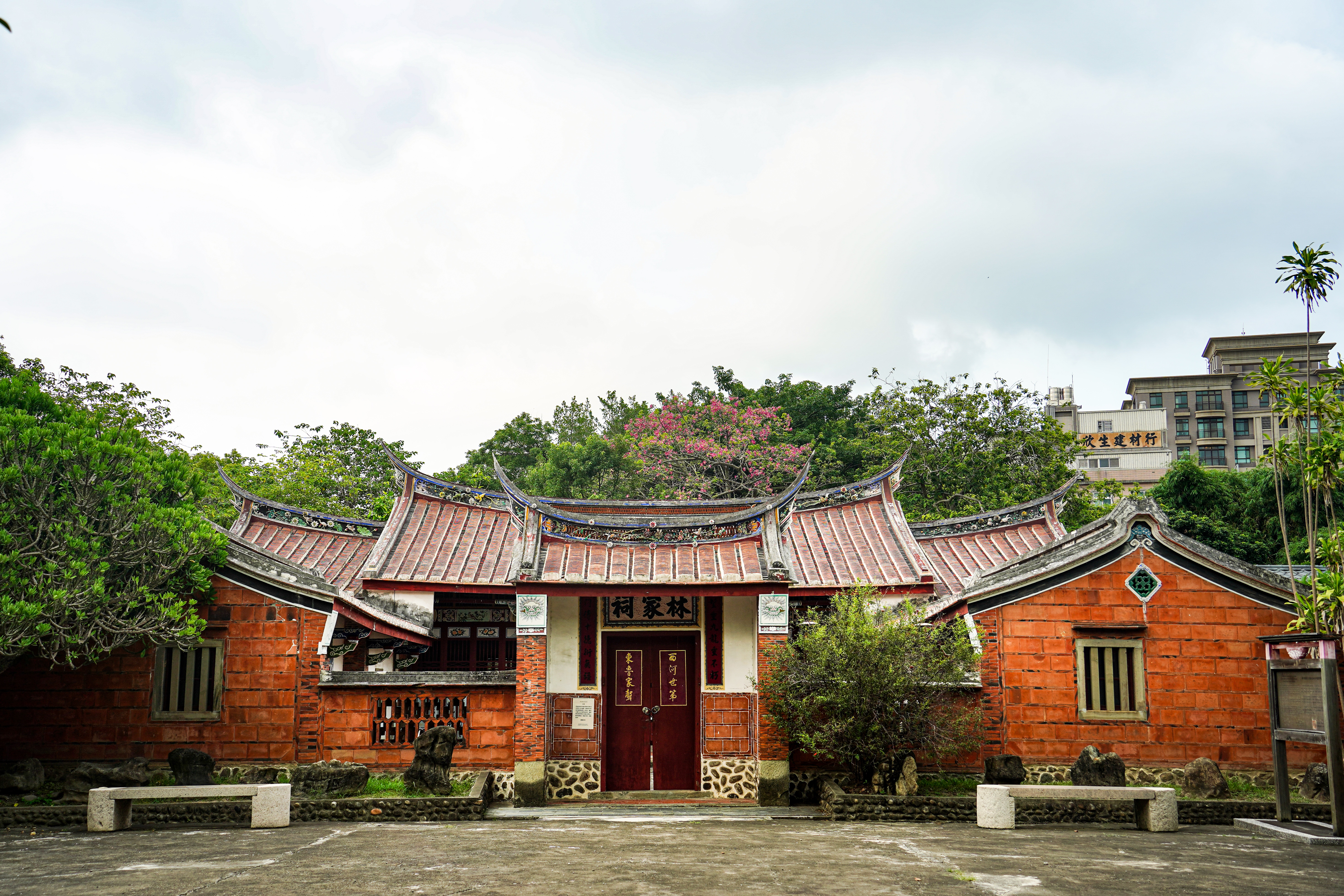
竹北六張犁林家祠
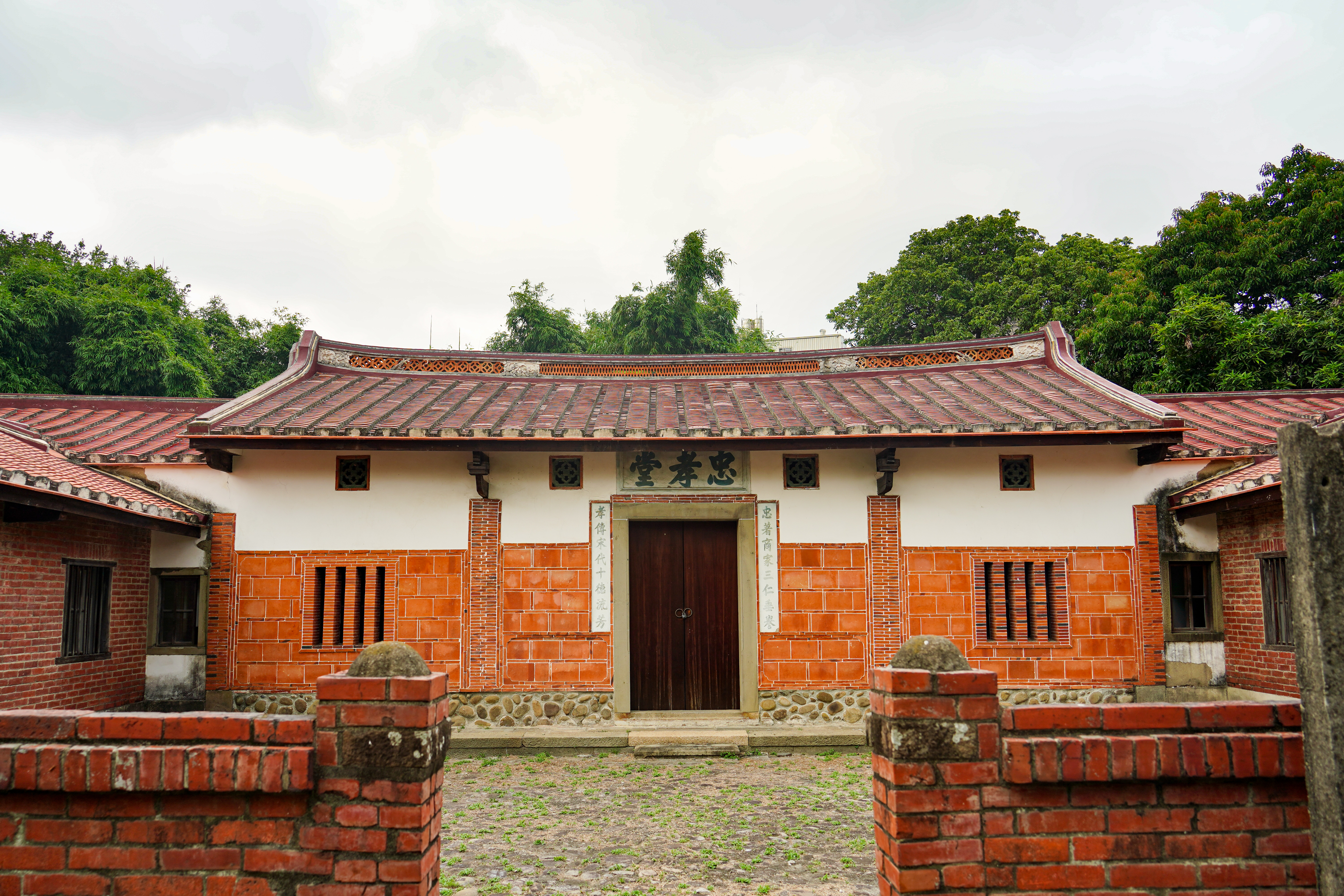
竹北六張犁忠孝堂 (東平里18號)
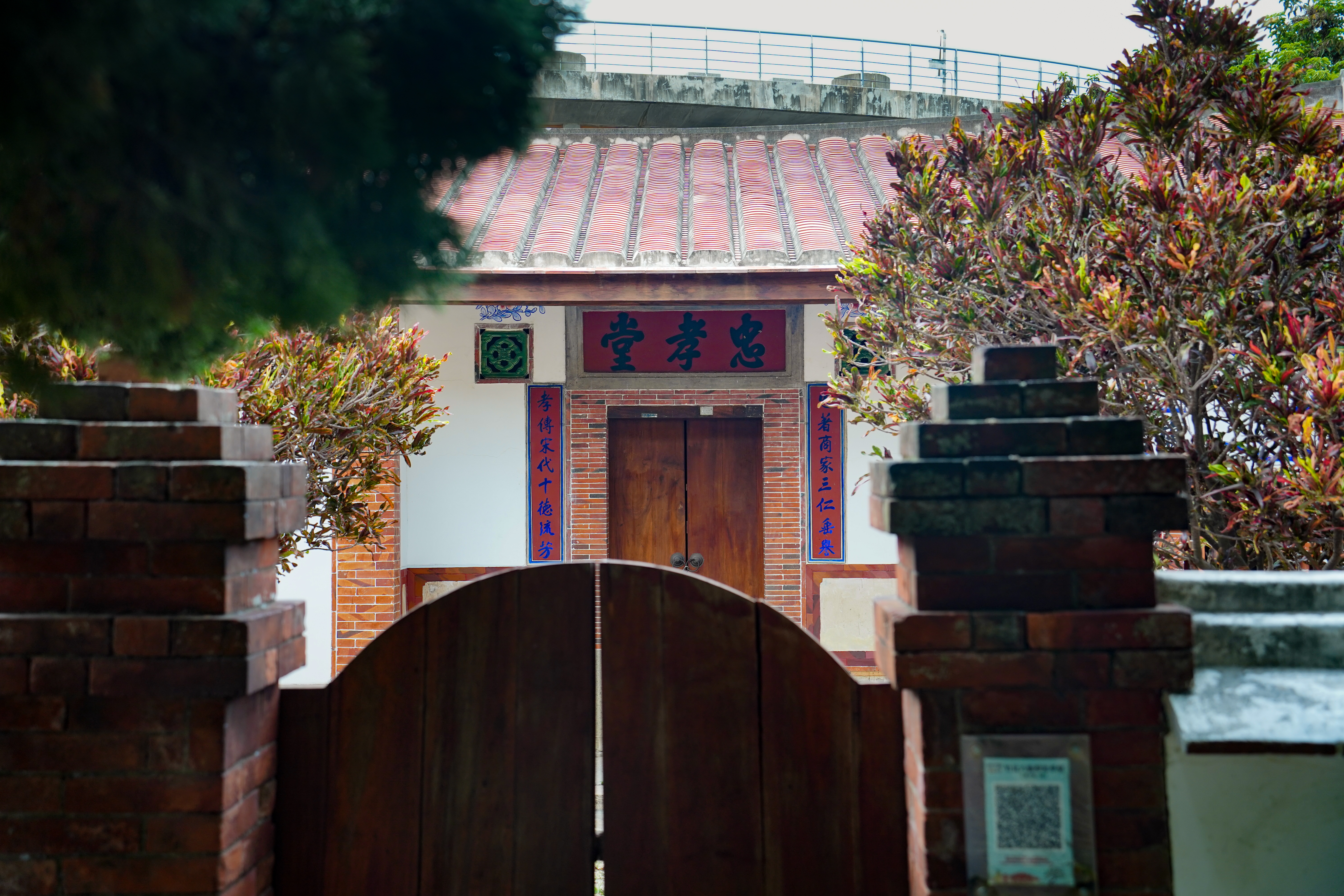
竹北六張犁忠孝堂 (東平里13號)

## 廟宇
- 十三伯公福佑宮（土地祠）
- 永昌宮（土地祠）
- 福盛宮（土地祠）